# Jack Woolley
Jack Woolley (23 september 1998) is een Iers taekwondoka.

## Biografie
Woolley groeide op in Tallaght ten zuidwesten van Dublin en begon op zesjarige leeftijd met taekwondo. In 2012 nam hij als cadet deel aan zijn eerste internationale toernooi in Alicante waar hij een bronzen medaille won. Het jaar daarop won hij in Trelleborg bij de junioren zijn eerste gouden medaille. In 2014 deed hij in Taipei mee aan de wereldkampioenschappen voor junioren in de gewichtsklasse onder 48 kg. Het daaropvolgende jaar nam Woolley in Orlando bij de US Open deel aan zijn eerste toernooi bij de senioren in de categorie tot 54 kg. Hij eindigde als derde, terwijl hij bij de junioren tweede werd in de klasse tot 55 kg. Hij kwam ook in actie op de wereldkampioenschappen in Tsjeljabinsk (tot 54 kg), waar hij de kwartfinale van de Braziliaan Venilton Teixeira verloor. Bij de Europese juniorenkampioenschappen in Daugavpils behaalde hij verder een zilveren medaille (tot 55 kg).
In januari 2016 nam Woolley in Istanboel deel aan het Europees kwalificatietoernooi (tot 58 kg) voor de Olympische Spelen in Rio de Janeiro later dat jaar. Hij eindigde als derde waardoor hij zich niet plaatste voor de Spelen; enkel de nummers een en twee kwalificeerden zich. Tot en met de WK 2017 in Muju was hij vervolgens actief in de gewichtsklasse tot 54 kg. In die periode behaalde hij meerdere podiumplaatsen bij de open toernooien en nam hij deel aan de EK in Montreux. In Muju werd Woolley in de zestiende finale uitgeschakeld door de Spanjaard Adrián Vicente. Na afloop van de WK schakelde hij over na de gewichtscategorie tot 58 kg. In 2017 nam hij verder deel aan de vier Grand Prix-toernooien in Moskou, Rabat, Londen en Abidjan en aan de Grand Slam in Wuxi. Het jaar daarop behaalde Woolley meerdere podiumplaatsen bij de open toernooien. Bij de EK in Kazan werd hij in de kwartfinale uitgeschakeld door de Spaanse Jesús Tortosa. Daarnaast nam hij deel aan de vijf Grand Prix-toernooien in Rome, Moskou, Taoyuan, Manchester en Fujairah; in Rome won hij bovendien een bronzen medaille. In 2019 bereikte Woolley bij de WK in Manchester de achtste finale die hij verloor van de Tunesiër Hedi Neffati. Hij nam deel aan de vier Grand Prix-toernooien (Rome, Chiba, Sofia en Moskou) en kwalificeerde zich in december voor de Olympische Spelen 2020 in Tokio. Hier werd hij in de eerste ronde uitgeschakeld door de Argentijn Lucas Guzmán.